# Eugenia pusilla
Eugenia pusilla là một loài thực vật có hoa trong Họ Đào kim nương. Loài này được N.E.Br. mô tả khoa học đầu tiên năm 1912.